# Wesley (Nouvelle-Zélande)
Wesley est une banlieue de la cité d’Auckland, située dans l’Île du Nord de la Nouvelle-Zélande.

## Situation
Elle est localisée dans la partie sud de l’ancien secteur de la ville d’Auckland. 

## Éducation
L’école secondaire publique locale comprend :
- Mount Albert Grammar School (en)
- Le collège mariste d'Auckland (en)
- et le collège St Peter d’Auckland